# Meryem (televíziós sorozat)
A Meryem (eredeti cím: Meryem) 2017 és 2018 között futott török romantikus drámasorozat, melynek főszereplői Furkan Andıç, Ayça Ayşin Turan és Cemal Toktaş. Törökországban a Kanal D csatorna sugározta 2017. augusztus 2-tól 2018. február 28-ig. Magyarországon 2021. július 16-tól november 8-ig sugározta az RTL Klub. A sorozat a dél-koreai Secret Love (eredeti cím: 비밀, Bimil) című televíziós sorozat feldolgozása.

## Történet
A gyönyörű és szerény Meryem fülig szerelmes a fényes karrierre vágyó Oktayba. Nem is sejti, hogy a férfi már hosszú ideje megcsalja, és valójában szakítani akar vele. Meryem a szerelemtől elvakultan magára vállalja Oktay balesetét, és a vágyott álomesküvő helyett árulás és a rideg börtön várja.

## Szereplők és magyar hangjaik
| Színész                 | Szereplő            | Magyar hang         |
| ----------------------- | ------------------- | ------------------- |
| Ayça Ayşin Turan        | Meryem Akça Sargun  | Mórocz Adrienn      |
| Furkan Andıç            | Savaş Sargun        | Papp Dániel         |
| Cemal Toktaş            | Oktay Şahin         | Király Dániel       |
| Açelya Topaloğlu        | Derin Berker        | Ligeti Kovács Judit |
| Bestemsu Özdemir        | Beliz Bilen         | Kisfalvi Krisztina  |
| Serhan Onat             | Berk Bilen          | Nikas Dániel        |
| Şema Öztürk             | Tülin Sargun        | Mohácsi Nóra        |
| Serenay Aktaş           | Burcu Aktar Tekiner | Dobó Enikő          |
| Kenan Açar              | Güçlü Tekiner       | Ágoston Péter       |
| Uğur Çavuşoğlu          | Yurdal Sargün       | Rosta Sándor        |
| Beste Kanar/Özge Özaçar | Naz Sargun          | Pekár Adrienn       |
| Ayten Uncuoğlu          | Nurten Şahin        | Bessenyei Emma      |
| Mutlu Güney             | Arif Akça           | Pálfai Péter        |
| Tekin Temel             | Turan Ersoy         | Varga T. József     |
| Sonat Dursun            | Rıza Köksüz         | Papucsek Vilmos     |
| Necmi Yapıcı            | Ertan Sak           | Petridisz Hrisztosz |
| Gülden Avşaroğlu        | Selma Yürekli       | Czifra Kriszta      |
| Uğur Demirpehlivan      | Gülümser Tekiner    | Hámori Eszter       |
| Azız Sarvan             | Haldun Kozanci      | Katona Zoltán       |
| Zeynep Kumral           | Sevinç édesanyja    | Szórádi Erika       |
| Emine Gülsüm Göznümer   | Şerife              | Bókai Mária         |
| Furkan Kızılay          | Çetin Korkmaz       |                     |
| Kübra Banlioğlu         | Jasmine Sargun      | Vadász Bea          |
| İpek Tencolay           | Suzan Şahika        | Menszátor Magdolna  |
| Benı Affet              | Kaan Karaarslan     | Fekete Ernő         |

## Évados áttekintés
| Évad | Évad | Török epizódok száma | Magyar epizódok száma | Eredeti sugárzás   | Eredeti sugárzás  | Eredeti sugárzás | Magyar sugárzás  | Magyar sugárzás   | Magyar sugárzás |
| Évad | Évad | Török epizódok száma | Magyar epizódok száma | Évadpremier        | Évadfinálé        | Eredeti adó      | Évadpremier      | Évadfinálé        | Magyar adó      |
| ---- | ---- | -------------------- | --------------------- | ------------------ | ----------------- | ---------------- | ---------------- | ----------------- | --------------- |
|      | 1.   | 30                   | 94                    | 2017. augusztus 2. | 2018. február 28. | Kanal D          | 2021. július 16. | 2021. november 8. | RTL Klub        |